# 凤德站 (全罗南道)
鳳德站（：／ Bongdeok yeok */?）是位于韩国全罗南道顺天市黄田面鳳德里的一座鐵路站，属于全罗线。

## 历史
- 1960年3月11日 - 落成使用。

## 相鄰車站
韓國鐵道公社
全羅線
求禮口－鳳德－槐木